# HD 155078
HD 155078，又名BD-10 4445，SAO 160324、HR 6375，是一颗恒星，视星等为5.56，位于銀經11.15，銀緯16.99，其B1900.0坐标为赤經17h 4m 16.2s，赤緯-10° 16.99′ 34″。